# Prekmurska gibanica

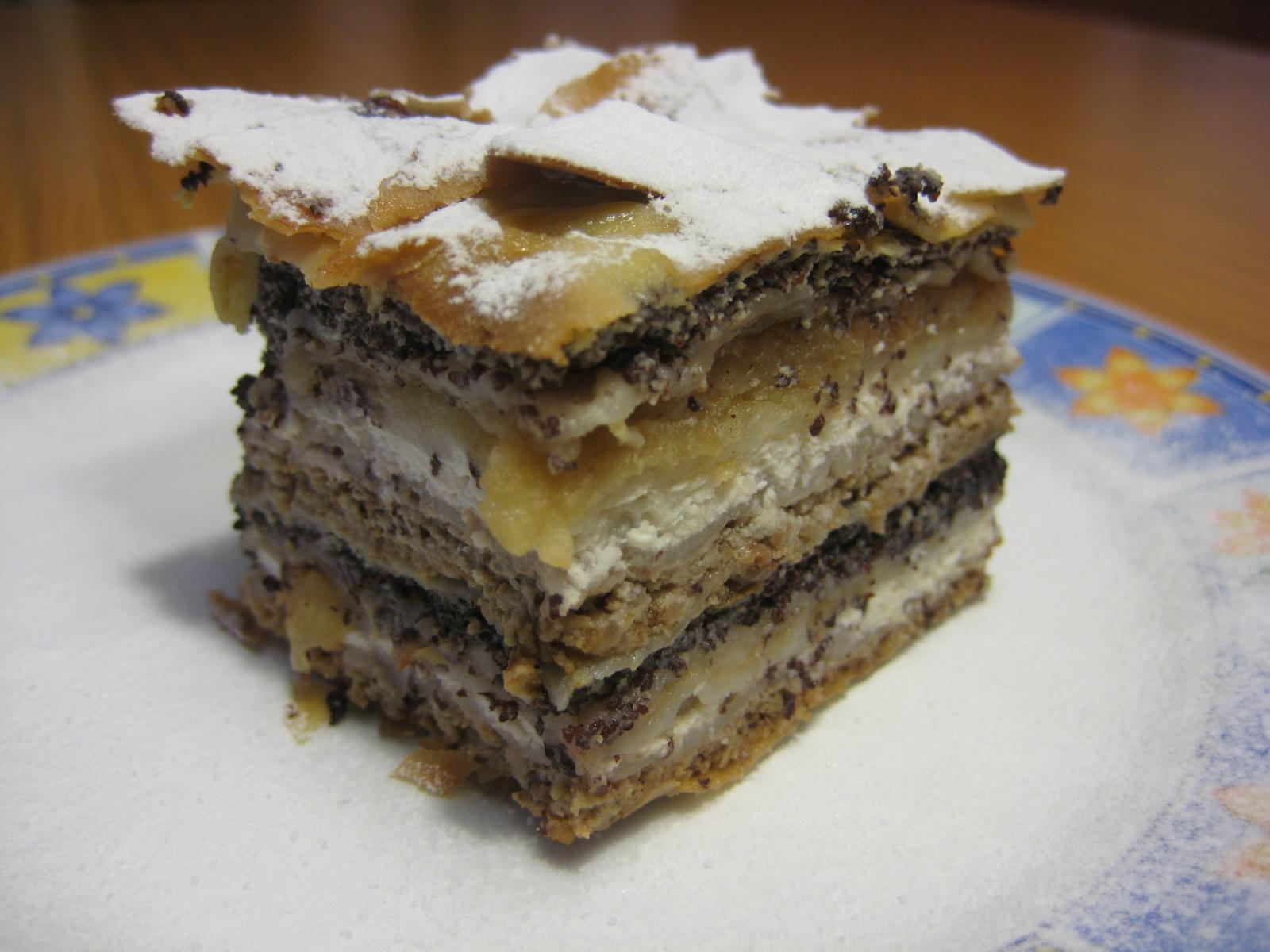
Prekmurska o međimurska gibanica.

La prekmurska gibanica o međimurska gibanica es un tipo de gibanica o tarta a capas originaria de la región de Prekmurje (Eslovenia) y la vecina Međimurje (Croacia). Contiene semilla de amapola, nuez, manzana, pasas y queso cottage. Aunque oriunda de Prekmurje, ha logrado el estatus de especialidad nacional de Eslovenia. Este dulce único es una muestra de la diversidad de la agricultura de la región.

## Historia
Durante siglos la prekmurska gibanica ha sido un plato festivo y ritual en Prekmurje y Međimurje. El origen exacto de la receta no está claro. Fuentes antiguas sugieren que la actual composición es fruto de una evolución continua durante siglos. El registro más antiguo, de 1828 por Jožev Košič, dice:

El Gostüvanje nunca pasa sin una gibanica, que se hace como sigue: «La masa se estira hasta que queda fina y se espolvorea con repollo rallado, nabo o queso cottage. Se cubre todo con una segunda capa de masa. Se espolvorea como antes. Diez u once de estas capas componen así y forman un pastel destacado.»

En el pasado se añadía miel para endulzar el pastel, siendo éste un rasgo característico del gibanica procedente de las partes húngaras de Prekmurje. 
Fue el dulce elegido para representar a Eslovenia en la iniciativa Café Europa de la presidencia austriaca de la Unión Europea, en el Día de Europa de 2006.